# 143 (عدد)
143 هو عدد صحيح. طبيعي بين 142 و144

## في الرياضيات
- 143 عدد فردي
- 143 عدد لا يمكن كتابته في صيغة 3 مربعات كاملة.
- 143 يكرر رقما واحدا في نظام العد الثنائي عشر : (bb12)
- 143 عدد سعيد
- 141 و 142 و 143 يملكون نفس عدد العوامل الأولية.